# サルーミ

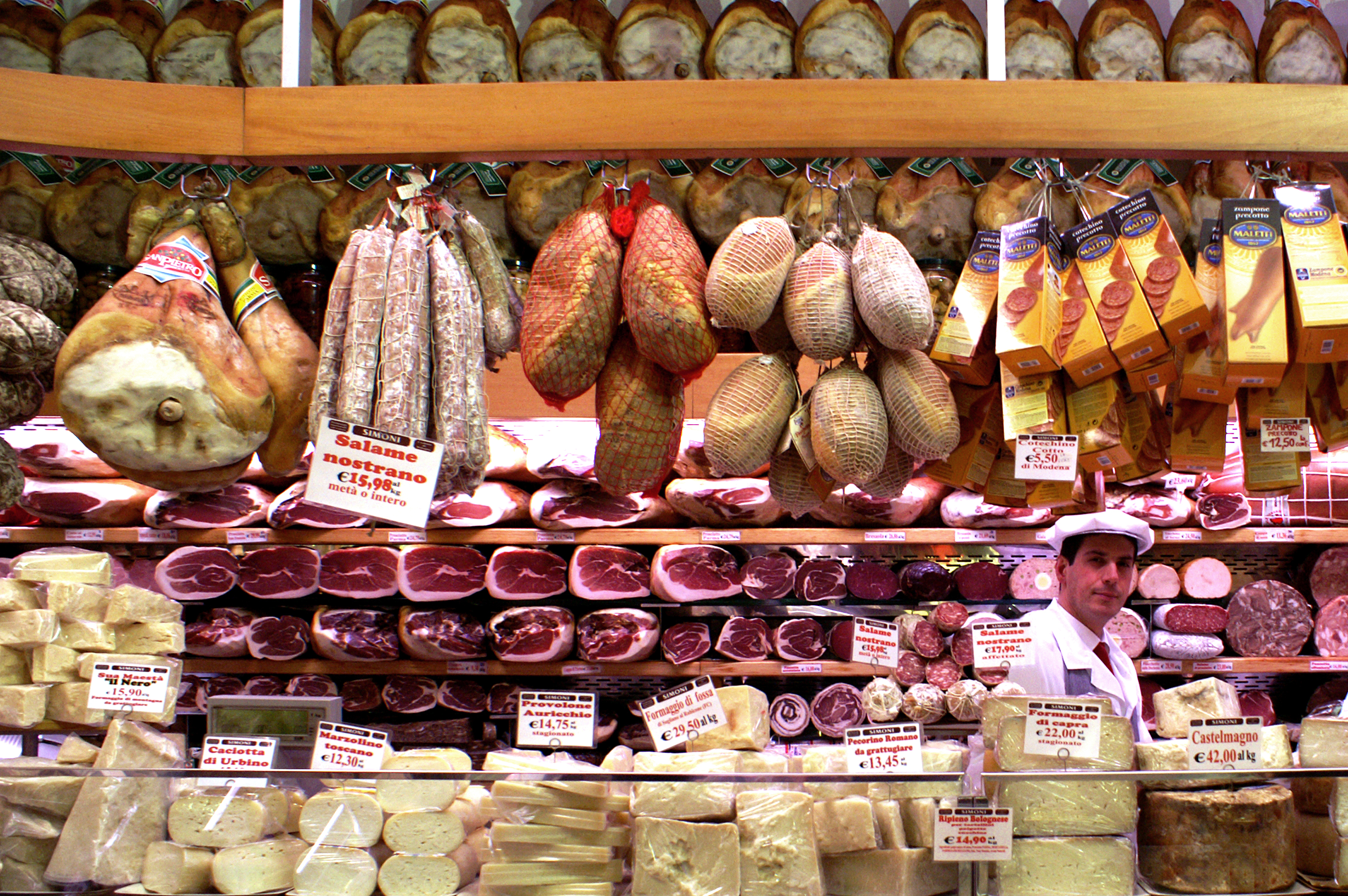
様々なサルーミ（ボローニャ）

サルーミ（イタリア語: salumi）は、塩を使用して加工した食肉加工品全般についてのイタリアでの総称。ハム、ソーセージ、サラミはそれぞれサルーミの一種となる。

## 概要
名称は「sale（塩）」に由来する。
プロシュット・クルード、サラミ、パンチェッタ、クラテッロなど、イタリアでは31品目がDOP認定、IGP認定を取得している。
料理店で使用されるのは無論のこと、一般家庭でも使用される食材である。

## 歴史
サルーミの歴史は古く、古代ローマ時代にはプロシュットはさまざまな集まりや祝宴の席での主役として食され、その後、商取引の際の通貨としてサルーミが用いられたこともあった。サルーミを作り出していったノルチーノと呼ばれる職人達も需要な役割を果たしてきた。
食品人類学では、サラミの起源を紀元前3000年のメソポタミアとしている。イタリア半島においてサラミを最初に作ったのはエトルリア人とされる。エトルリア人たちは有能な猟師でもあり、猪、豚の肉を塩漬け肉にし、原始的なサラミの形にしていた。パンを添えた小さなサラミは、タンパク質含量が高く、コンパクトであったため、猟師が狩猟中に持ち歩く食事でもあった。
エトルリア人はサラミの製造技術をローマ人に伝え、ローマ人はイタリア半島全体に広めまた。その後、猟に出かける領主に敬意を表す際に献上する品として、イタリア中北部の農家で作られるようになった。

## サルーミの種類
ヨーロッパでは、最もポピュラーな食肉は豚肉である。
- プロシュット - 塩漬けした豚もも肉を乾燥させた生ハム[3]。
- コッパ (ハム)、カポコッロ - 首肉を用いた生ハム[3]。
- スペック（英語版） - 豚もも肉に塩、スパイス、ハーブを揉み込んで馴染ませた後にスモークする[3]。
- パンチェッタ - 塩漬けにした豚バラ肉[3]。
- モルタデッラ[3]
- サラミ[3]
- ザンポーネ、コテキーノ[3]
- クラテッロ[3]
- ブレザオラ[3] - 豚肉以外に牛肉、鹿肉なども使用される。